# متحف نوغوتشي

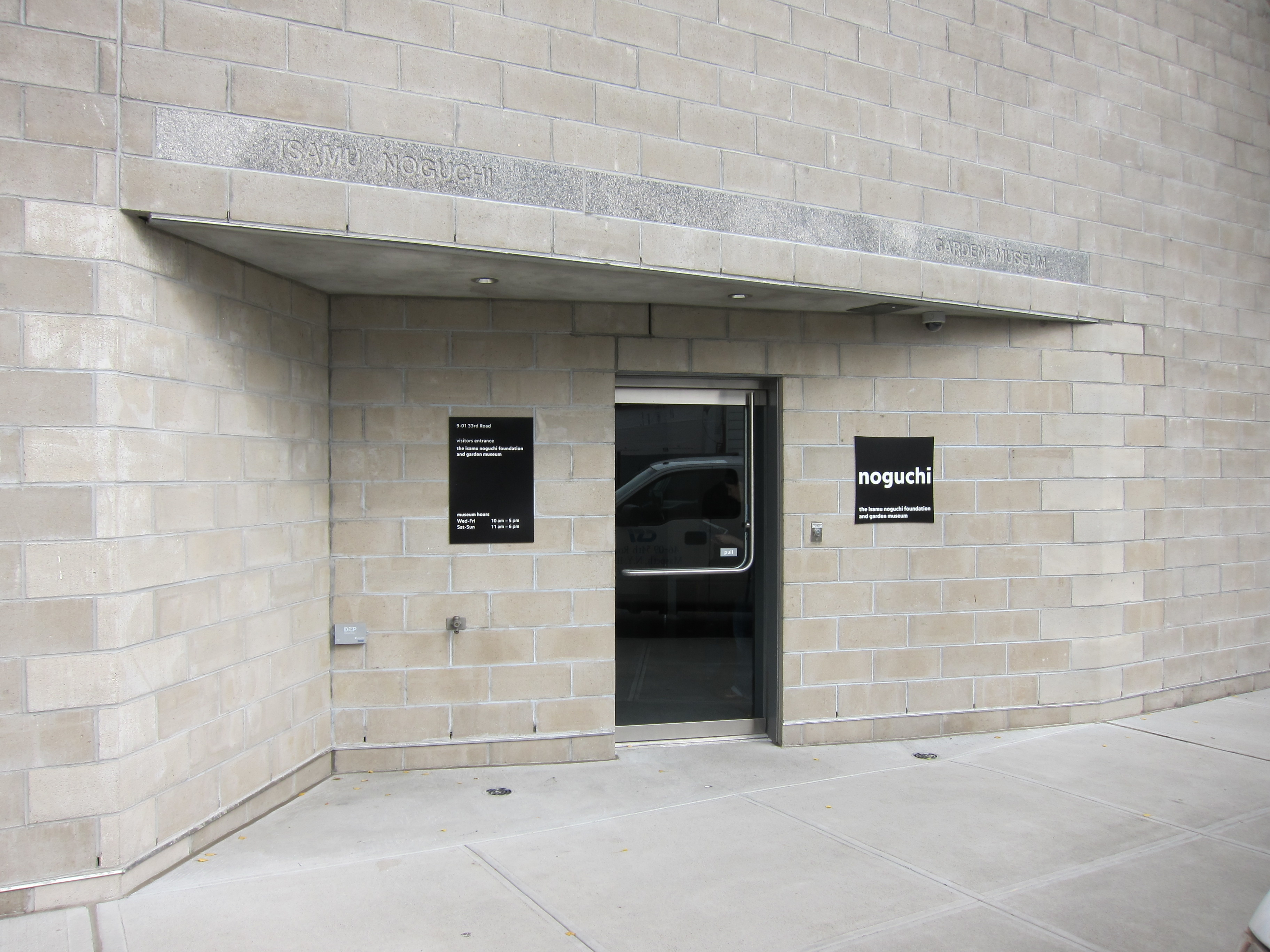
مدخل المتحف

متحف نوغوتشي، المستأجر باسم مؤسسة ايسامو نوغوتشي ومتحف الحديقة، هو متحف وحديقة منحوتات في قسم لونغ آيلاند سيتي في كوينز، مدينة نيويورك تم صممه وبناه النحات الياباني الأمريكي إيسامو نوغوشي. تم افتتاح هذا المتحف والمعهد المحدود للجمهور في عام 1985 بهدف حفظ و عرض منحوتات نوغوتشي والنماذج المعمارية وتصميمات المسرح والرسومات وتصميمات أثاث نو غوتشي. يتكون المتحف من طابقين، 24,000 قدم مربع (2,200 م2) وحديقة المنحوتات على بعد مبنى واحد من حديقة سقراط للنحت، و قدخضع لتجديدات كبيرة في عام 2004 مما سمح للمتحف بالبقاء مفتوحًا طوال العام.

## التاريخ
لإيواء المتحف في عام 1974 اشترى نوغوتشي مصنعا حفر ضوئي ومحطة وقود تقع على الجانب الآخر من الشارع من الاستوديو الخاص به في نيويورك، حيث كان يعيش ويعمل منذ عام 1961. افتتح متحف حديقة ايسامو نوغوتشي للجمهور موسمياً في عام 1985. في ذلك الوقت ، كان أول متحف أسسه فنان حي في أمريكا.

## البرامج

### معرض
احتفل هذا المتحف بالذكرى الخامسة والعشرين لتأسيسه من خلال إقامة معرض "التحول إلى فنان". ايسامو نوغوتشي ومعاصروه 1922-1960، مفتوح من 17 نوفمبر 2010 إلى 24 أبريل 2011.

### التعلیم
استنادًا إلى البرنامج التعليمي للمتحف، يعترف مجلس ولاية نيويورك للفنون، بالفنون للعائلات كمثال ممتاز لبرنامج التوعية المجتمعية، والفن للأطفال باعتباره "نهجًا رائعًا" لجعل الأطفال الصغار يشعرون بالراحة في بيئة المتحف.

## جائزة ايسامو نوغوتشي
منذ عام 2014 تُمنح جائزة ايسامو نوغوتشي سنويًا "للأفراد الذين يشاركون [مؤسس المتحف] روح الابتكار والوعي العالمي والتبادل بين الشرق والغرب". شمل المستلمون:
- 2014: نورمان فوستر ، هيروشي سوجيموتو[7]
- 2015: جاسبر موريسون ويوشيو تانيجوتشي
- 2016: تاداو أندو وإلين زيمرمان[8]
- 2017: جون باوسون ، هيروشي سينجو
- 2018: ناوتو فوكاساوا وإدوينا فون غال[9]
- 2019: ري كاواكوبو[9]
- 2020: ديفيد أدجاي ، كاي جوو تشيانغ[10]
- 2021: شو كوساكا ، توشيكو موري

## المدراء
- 1989-2003: شوجي ساداو
- 2003-2017: جيني ديكسون[11]
- 2018 إلى الوقت الحاضر: بريت ليتمان[12][13]

## أنظر أيضا
- قائمة المتاحف والمؤسسات الثقافية في مدينة نيويورك
- قائمة المتاحف في نيويورك
- قائمة المتاحف الفردية
- ياباني في مدينة نيويورك

## وصلات خارجية
- الموقع الرسمي
- A quick visit to the Noguchi Museum
- The Noguchi Museum at Google Cultural Institute